# Mamelodi
Mamelodi is een township die tegenwoordig deel uitmaakt van de stad Tshwane in de Zuid-Afrikaanse provincie Gauteng. Mamelodi werd in 1953 gesticht als Vlakfontein en was een uitvloeisel van de apartheidspolitiek. De nederzetting was bedoeld voor zwarte Zuid-Afrikanen die verdreven werden uit Pretoria.
In de jaren 80 van de twintigste eeuw kreeg Mamelodi een vestiging van de Vista-universiteit. Sinds 2005 is dit een campus van de Universiteit van Pretoria.
De township is ook de thuishaven van de Mamelodi Sundowns, een voetbalploeg uit de hoogste divisie in Zuid-Afrika. De ploeg speelt zijn thuiswedstrijden sinds enige jaren in Loftus Versfeld in Pretoria.

## Geboren
- George Lebese (3 februari 1989), voetballer